# اسدالله ممقانی
شیخ اسدالله مامقانی (ممقانی) (۱۲۶۰  - ۱۳۵۰) از روحانیون مشروطه‌خواه عهد قاجار است که در دوران پهلوی به وزارت دادگستری رسید. آوازه اش بیش‌تر به سبب نواندیشی در مبانی فقه شیعه است.

## زندگی‌نامه
ادبیات عرب و فارسی و مقدمات علوم دینی را در تبریز فراگرفت و برای پی‌گرفتن تحصیلاتش به نجف رفت. در جرگه شاگردان آخوند خراسانی درآمد و جزو همراه‌ترین یاران او شد. در روزگار مشروطه به تبریز بازگشت و به انگیزش مشروطه‌خواهان کمر بست. 
با به توپ بسته شدن مجلس، شیخ اسدالله ناچار به عثمانی کوچید و در باب عالی (استانبول)، شیخ الاسلام مذهب شیعه شد و انجمنی از ایرانیان به نام سعادت پایه گذاشت. در این دوران هم نجف پایگاهی برای آزادی‌خواهان در مبارزه با خودکامگی دربار تهران شده بود و هم استانبول. به استانبول رفتن مامقانی و انجمن سعادت مایه دل‌گرمی آزادی‌خواهان شد. سید هبه‌الدین شهرستانی در خاطرات ش آورده:

«ظهور جمعیت انجمن سعادت جنبش را بیش از پیش دلگرم کرد. این انجمن تنها واسطه ارتباط میان استانبول و تهران و آزادی‌خواهان نجف بود. این انجمن، اندیشه مشروطه را بسط داد و این اندیشه را به آزادی‌خواهان عالم و جویندگان رسانید و آزادمردان را نیرو بخشید. شیخ اسدالله مامقانی نماینده آزادی‌خواهان نجف در این انجمن بود. وی وقتی برای تحصیل حقوق به استانبول رفت، به این انجمن پیوست.»

با پایان جنگ جهانی نخست، شیخ اسدالله ممقانی به ایران بازگشت. به سبب اجتهادش در فقه، معاضدالسلطنه پیرنیا، وزیر دادگستری از او برای عضویت در دیوان تمیز دعوت کرد اما او نپذیرفت و برای کامل کردن تحصیلات در زمینه حقوق بار دیگر به استانبول رفت. چندی نیز در پاریس به آموختن حقوق و پژوهش سرگرم بود. 
اسدالله ممقانی در کابینه محمد ساعد در سال ۱۳۲۳ مدت کوتاهی وزیر دادگستری بود و پس از آن، معاون اول دادستان کل کشور و در مهر ۱۳۲۴ رئیس شعبه ۴ دیوان عالی کشور شد. در سال ۱۳۲۶ به نمایندگی تبریز به مجلس شورای ملی رفت (دوره پانزدهم) و پس از پایان این دوره به نمایندگی تبریز در نخستین دوره مجلس سنا انتخاب شد.

## برجستگی‌ها
آوازهٔ مامقانی به سبب نواندیشی او در زمینه فقه شیعه است. او را می‌توان از پیشگامان نسل دوم نواندیشان مسلمان در ایران دانست که در حوزه دین و حکومت سخن گفته‌ و گاه نظریه‌ای پرداخته‌اند.

## آثار علمی
مامقانی تألیفات بسیاری دارد که در برجسته‌ترین‌شان مسلک الامام اندیشه سنتی رایج را در مقوله حکومت شرعی - فقهی روحانی به چالش و نقد می‌کشد.

## دفاع از رضا افشار
ممقانی هنگامی که وزارت دادگستری را بر عهده داشت در دفاع از همشهری اش، رضا افشار که به محرومیت ابدی از خدمات دولتی محکوم شده بود به تفسیر پرداخت و ابدیت را ویژه باری تعالی دانست و حداکثر ابدیت را ده سال تعیین کرد.

## نظرات فقهی و حقوقی
ممقانی رسماً مدعی شده که روحانیت در پی به دست آوردن دولت و قدرت است. نگاه او به ارتباط دولت و روحانیت، مشتمل بر تحلیل‌های تازه است و طبعاً بیش از آن که رهنمود مهم یا ویژه‌ای به حساب آید، شکایتی است از شکاف میان روحانیت شیعه و دولت طی قرن‌ها که عاملی برای دور شدن مردم از دولت و عدم همکاری آنان بوده؛ امری که به نظر ممقانی به توسعه این کشور آسیب جدی زده است.